# Агацци, Джанкарло
Джанка́рло Ага́цци (итал. Giancarlo Agazzi, 22 августа 1932, Милан — 26 сентября 1995, Милан) — итальянский хоккеист, правый нападающий. Участник зимних Олимпийских игр 1956 и 1964 годов.

## Биография
Джанкарло Агацци родился 22 августа 1932 года в итальянском городе Милан.
В 1947—1966 годах играл в хоккей с шайбой за миланские «Аматори», «Милан», «Милан-Интер» (1956—1958) и «Дьяволи» и туринский «Торино» (1955—1956). Шесть раз становился чемпионом Италии, выиграв пять титулов в составе «Милана» и «Милана-Интера» (1951—1952, 1954—1955, 1958) и один в составе «Дьяволи» (1960). Дважды побеждал в Кубке Шпенглера в составе «Милана-Интера» (1953—1954).
В 1950 году дебютировал в составе сборной Италии.
В 1956 году вошёл в состав сборной Италии по хоккею с шайбой на зимних Олимпийских играх в Кортина-д’Ампеццо, занявшей 7-е место. Играл на позиции нападающего, провёл 6 матчей, забросил 2 шайбы в ворота сборной Швейцарии.
В 1959 году участвовал в чемпионате мира в Праге. Провёл 4 матча, забросил 1 шайбу в ворота сборной Польши.
В 1964 году вошёл в состав сборной Италии по хоккею с шайбой на зимних Олимпийских играх в Инсбруке, занявшей 15-е место. Играл на позиции нападающего, провёл 8 матчей, забросил 3 шайбы (две в ворота сборной Японии, одну — Венгрии).
В течение карьеры провёл за сборную Италии 120 матчей, забросил 54 шайбы.
Тройку нападения, в которой играли Агацци, Джампьеро Брандуарди и Тино Кротти, называли «A-B-C» по первым буквам фамилий.
Считается одним из лучших игроков в истории итальянского хоккея.
После окончания игровой карьеры работал тренером. Впоследствии был членом Ломбардского комитета Итальянской федерации спорта на льду.
Был большим любителем тенниса.
Умер 26 сентября 1995 года в Милане.

## Память
В 2014 году миланский клуб «Россоблу» изъял из обращения номер 10, под которым играл Джанкарло Агацци.
В Италии ежегодно разыгрывается юношеский хоккейный турнир «Трофей Джанкарло Агацци» и теннисный турнир «Трофей памяти Джанкарло Агацци».